# Goldstí
El goldstí és el fermió de Nambu-Goldstone que emergeix en el trencament espontani de supersimetria. És el símil fermiònic del bosó de Goldstone que controla el trencament espontani de la simetria bosònica normal. Com en el cas dels bosons de Goldstone, és no-massiu, llevat que hi hagi també un petit trencament explícit supersimetria implicat, a sobre del trencament espontani bàsic, que resulta en una petita massa (bosó de Pseudo-Goldstone).
En teories on la supersimetria (SUSY) és una simetria global, el goldstí és una partícula normal (possiblement la partícula supersimètrica més lleugera, responsable de la matèria fosca). En teories on SUSY és una simetria local, el goldstí és absorbit pel gravití, el camp de gauge al qual s'acobla, esdevenint el seu component longitudinal, i donant-lo una massa no-nul·la (d'una forma similar a com el camp de Higgs dona massa finita als bosons W i Z).
Supercompanys bosònics dels goldstins, anomenats sgoldstins, també poden aparèixer, però no és necessari, donat que els supermultiplets han estat reduïts a 'arrays' en el procés de realització no-lineal de SUSY en el mode de Nambu-Goldstone, en el qual el goldstí s'acobla idènticament a totes les partícules dels 'arrays', sent així el supercompany de tots ells, per igual.